# Acontias gracilicauda
Acontias gracilicauda е вид влечуго от семейство Сцинкови (Scincidae). Видът не е застрашен от изчезване.

## Разпространение и местообитание
Разпространен е в Южна Африка.
Обитава песъчливи и гористи местности, ливади и плата.